# Скікда (вілаєт)
Скікда (араб. ولاية سكيكدة) — вілаєт Алжиру. Адміністративний центр — м. Скікда. Площа — 4 026 км². Населення — 904 195 осіб (2008).

## Географічне положення
Вілаєт розташований на узбережжі Середземного моря. На сході межує з вілаєтом Аннаба, на південному сході — з вілаєтом Гельма, на півдні — з вілаєтом Константіна, на південному заході — з вілаєтом Міла, на заході — з вілаєтом Джиджель.

## Адміністративний поділ
Поділяється на 13 округів та 38 муніципалітетів.
| Алжир | Це незавершена стаття з географії Алжиру. Ви можете допомогти проєкту, виправивши або дописавши її. |